# Acoma conjuncta
Acoma conjuncta is een keversoort uit de familie Pleocomidae. De wetenschappelijke naam van de soort is voor het eerst geldig gepubliceerd in 1962 door Howden.